# Fucecchio
Fucecchio – miejscowość i gmina we Włoszech, w regionie Toskania, w prowincji Florencja.
Według danych na rok 2004 gminę zamieszkiwało 21 111 osób, 324,8 os./km².